# Fiachrae
Fiachrae est un prince irlandais semi-légendaire qui aurai vécu à la fin du IVe siècle. Il est le fils de l'ard ri Erenn Eochaid Mugmedón(† 362) et de sa première épouse  Mongfind, sœur de Crimthann mac Fidaig(† 367). Il est considéré comme l'ancêtre éponyme du  Uí Fiachrach à l'origine de la dynastie de Connacht. 

## Biographie
Le récit « La mort violente de Crimthann mac Fidaig et des Trois fils Eochaid Muigmedón » évoque l'histoire des fils d'Eochaid Mugmedón. Selon cette saga, leur demi-frère ard ri Erenn Niall Noigiallach († 405 selon la date traditionnelle) fait du frère germain de Fiachrae Brión son candidat au trône de Connacht et Brion s'empare du royaume. Ce qui entraine une guerre entre  Brion et Fiachrae au cours de laquelle les rivaux se combattent lors de bataille de  Damchluain près de Tuam dans l'actuel comté de Galway. Fiachrae est capturé et envoyé à Tara. Cependant son fils  Nath Í mac Fiachrach regroupe ses forces et défait et tue son oncle  Brion lors de la seconde bataille de  Damchluain.
Fiachrae est relâché par  Niall qui lui donne le statut de Brion et il le charge lever ses tributs et de garder ses otages pour son compte. Avec son autre frère Ailill, il intervient alors au Munster. Ils défont Eochaid mac Crimthainn et obtiennent de lui des otages. Toutefois, Fiachrae est grièvement blessé à  Ferrach dans le Meath en retournant dans son royaume et il meurt. Les otages de Munster ont été enterrés vivants avec lui afin de lui rendre hommage. 

## Postérité
Selon les généalogies traditionnelles Fiachrae est le père de :
- Dathi ;
- Amalgaid mac Fiachrae ;
- Mac Ercae ancêtre du Fir Chera[4].